# Misterium paschalne

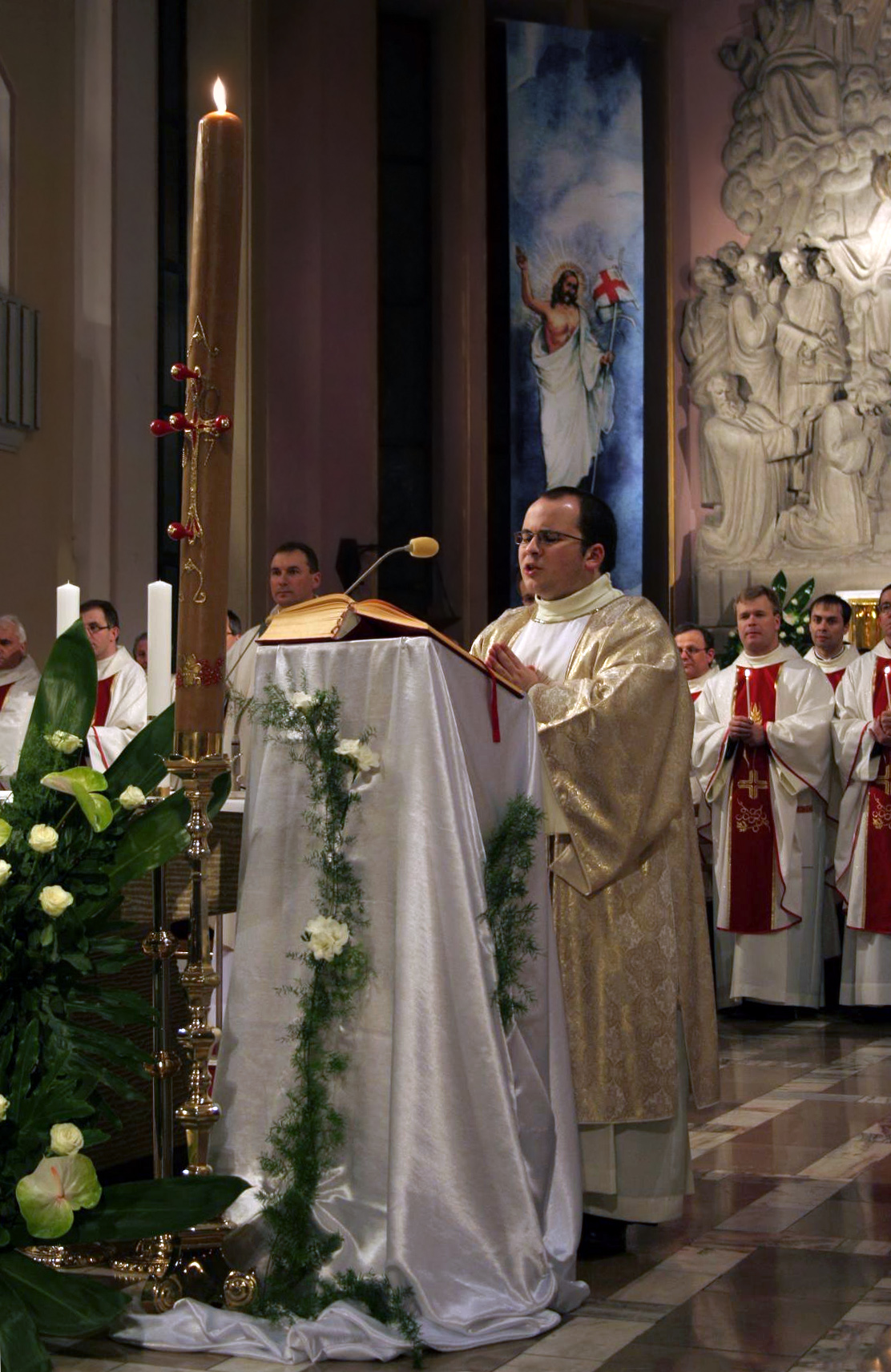
W czasie nocy paschalnej śpiewa się Orędzie paschalne, starożytną pieśń wyjaśniającą sens misterium paschalnego. Diakon ze zgromadzenia palotynów w Ołtarzewie proklamujący Exultet.

Misterium paschalne – nazwa centralnego dla wiary chrześcijańskiej wydarzenia męki, śmierci i zmartwychwstania Jezusa Chrystusa. Wydarzenie, które miało miejsce w Jerozolimie u początków naszej ery rozumiane jest przez Kościół jako zbawcze – jako zwieńczenie historii zbawienia. Chrześcijanie wierzą, że dało początek wyzwolenia i oczyszczenia ludzkości z grzechu i śmierci, a także uwolnienia kosmosu, świata stworzonego z zepsucia i marności (por. List do Rzymian 8,18-25). Zgodnie z nauczaniem Kościoła, łaska zbawcza płynąca z tych wydarzeń uobecniana jest na sposób sakramentalny jako tajemnica-misterium dla każdego pokolenia: w głoszeniu Słowa Bożego, w kerygmacie, w liturgii chrześcijańskiej i w sakramentach.

## Misterium paschalne w Biblii
Teologia liturgii dostrzega ścisłe powiązanie misterium paschalnego z Nowym Przymierzem – Przymierzem Krwi Chrystusa (Łk 22,19-20). Ostatnia Wieczerza jest odczytywana jako liturgiczna, sakramentalna antycypacja misterium paschalnego: krzyża i zmartwychwstania (Mt 26,26-28; Mk 14,22-24). Wskazuje się, że misterium paschalne obejmowało też cały szereg wydarzeń związanych ze śmiercią krzyżową Jezusa z Nazaretu. Zaczęło się ono dokonywać już w trakcie uroczystego wkroczenia Jezusa Chrystusa do Jerozolimy (J 12,12-19; Mt 21,1-11), kiedy został ogłoszony Mesjaszem i duchowym królem Izraela. Elementem misterium było też zawiązanie spisku przeciwko Jezusowi (Mt 26,3-4.14-16; 27,3-10; Mk 14,10-11; Łk 22,1-6; J 11,47-53).

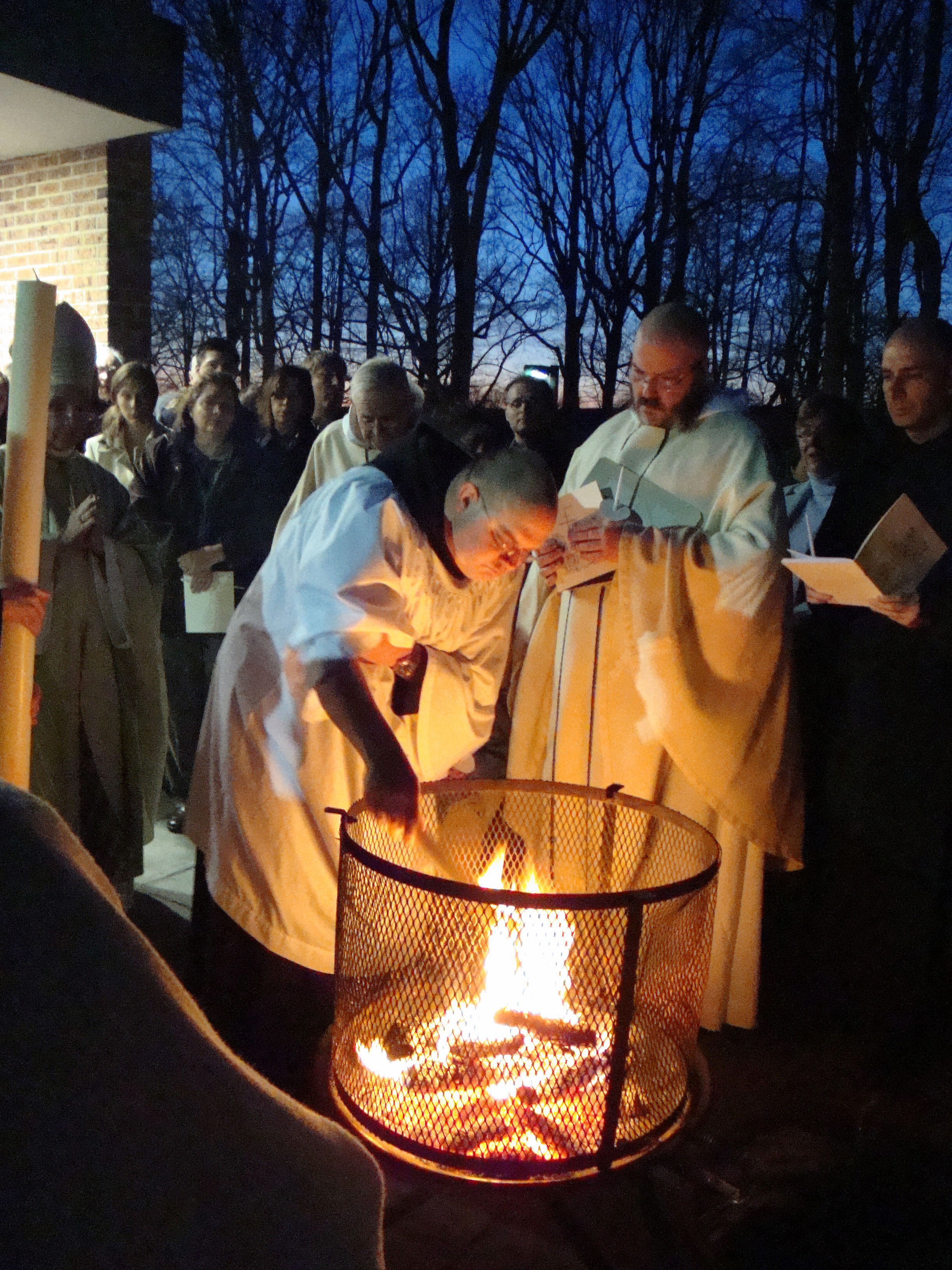
Poświęcenie ognia na początku wigilii paschalnej. Jeden z wielu znaków liturgicznych wprowadzających w misterium paschalne. Benedyktyni w New Jersey, USA

## Znaczenie słowa «pascha» w tradycji wczesnego Kościoła
Tajemnica paschalna w Biblii i w pierwszych wiekach była określana słowem Pascha. Wśród ojców Kościoła można znaleźć kilka istotnych interpretacji jego znaczenia. Wczesna łacińska tradycja kościelna, koncentrując się na chwalebnej Męce Chrystusa, w swej katechezie odwoływała się do błędnego skojarzenia leksykalnego z greckim słowem paschein – cierpieć. Już Orygenes, a później Hieronim ze Strydonu, znający hebrajski, a za nimi Augustyn z Hippony prostowali tę etymologię ludową, wskazując, że po hebrajsku pascha oznacza przejście. W pismach Ojców Kościoła można odnaleźć następujące znaczenia:
- przejście Pana Boga ponad domami Izraelitów (Hieronim)
- przejście ludu izraelskiego z Egiptu do Ziemi Obiecanej (Filon, Orygenes we fragmentach Peri Pascha, Grzegorz z Nazjanzu)
- przejście człowieka od słabości do cnót, od tego, co zmysłowe, do tego, co duchowe (Filon, Klemens, Orygenes, Grzegorz z Nazjanzu, Ambroży, itd.),
- przejście Chrystusa – a wraz z nim także Jego członków, Ciała Kościoła – z tego świata do Ojca (Augustyn z Hippony).

Jak zauważył Raniero Cantalamessa, wszystkie te znaczenia mówią przede wszystkim o „przejściu poprzez mękę” Chrystusa. Poza nielicznymi wyjątkami brak tekstów, które wyraźnie identyfikują przejście ze zmartwychwstaniem Chrystusa. Jeden z późniejszych tekstów mówi, że Pascha to „przejście Chrystusa ze śmierci do życia drogą prowadzącą przez zmartwychwstanie”:

Pascha, to znaczy przejście, które celebrujemy przede wszystkim my (chrześcijanie), jest tym, poprzez które nasz Pan i Zbawiciel tej nocy, po swej męce, zmartwychwstając przechodzi ze śmierci do życia, z piekieł do nieba. Jest to naprawdę wielkie i cudowne przejście (Pseudo Augustyn).

Również Kwintus Juliusz Ilaryjski (+ 397) głosił:

Prawdziwa Pascha to ta, w której sam Chrystus Pan, zmartwychwstając, uświęcił naszą Paschę, innymi słowy jest to przejście wyzwolenia.

Teksty Ojców pokazują, że pierwotna tradycja stawiająca w centrum Paschy „błogosławioną Mękę” Zbawiciela – żywa u kwartodecyman w Azji mniejszej, w Kościołach syryjskich oraz u ojców łacińskich – dzięki Augustynowi została utrwalona także wtedy, gdy powszechnie przyjęto, że słowo Pascha ma być rozumiane jako przejście.

## Ojcowie Kościoła
Pierwsze znane użycia terminu misterium paschalne (dosłownie misterium Paschy) znajduje się w homilii Melitona z Sardes O Passze (gr. Peri Pascha) powstałej między rokiem 160 i 170:
„Zrozumcie, przeto, umiłowani,

jak jest ono nowe i stare,

wieczne i doczesne,

zniszczalne i niezniszczalne,

śmiertelne i nieśmiertelne – owo misterium Paschy:

stare co do mocy,

lecz nowe co do Słowa...”

(O Passze, 2-3)
Według Raniero Cantalamessy OFMCap, w oczach Melitona i jego współczesnych świętowanie misterium paschalnego skupiało całą historię zbawienia:

Pascha była wtedy istotą całej historii zbawienia, która tego dnia ożywała jako historia zjednoczona i ciągła, od dzieła stworzenia do paruzji. O ile nam wiadomo, ani jeden epizod tej historii, nawet wcielenie, nie był z niej wyłączony w tym celu, aby świętować go niezależnie od niej. Oto dlaczego możemy zobaczyć Melitona oraz Anonima Kwartodecymana (Pseudo Hipolita), jak nakreślają obraz misterium paschalnego, w którym preegzystencja, symbolika starotestamentalna, wcielenie, życie publiczne, męka, śmierć, zmartwychwstanie i wniebowstąpienie zajmują to samo miejsce, pojawiając się tam na równych prawach.

Według tego uczonego, patrystyczna interpretacja całego bogactwa znaczeń i wymiarów misterium paschalnego może być streszczona w czterech punktach:
1. Historia – wydarzenia historyczne tworzą fundament misterium paschalnego i ich pamiątka celebrowana jest w paschalnej liturgii Wielkanocnej.
2. Sakramenty i mistagogia – Historyczne wydarzenia śmierci i zmartwychwstania Chrystusa urzeczywistniają się w wierzącym w postaci jego przejścia ze śmierci do życia. W znaczeniu właściwym, jest to realizowane poprzez katechezę mistagogiczną prowadzącą do chrztu i Eucharystii. Sama uroczystość paschalna, Wielkanoc, jako taka, jest także sakramentem – paschale sacramentum.
3. Życie moralne i duchowe. – Pascha (lub Wielkanoc) jest przejściem, oderwaniem się od zła, nawróceniem ku dobru i postępem w życiu duchowym, aż do ostatecznego przejścia do Królestwa Bożego.
4. Eschatologia – we wczesnym okresie życia Kościoła celebracji misterium paschalnego towarzyszyło żywe oczekiwanie na przyjście Chrystusa. Stopniowo, wspólnoty chrześcijańskie skupiły się na obecności Chrystusa w Kościele jako na liturgicznej antycypacji paruzji. Eschatologia paschalna ma także wymiar indywidualny w postaci gorliwości, starania, by stać się uczestnikiem Paschy niebiańskiej. Misterium paschalne przyjmuje tu rolę zadatku życia wiecznego[8].

## Marginalizacja pojęcia misterium paschalnego
W okresie nowożytności, coraz większą popularność zyskiwała pobożność pasyjna, a w teologii zarówno protestanckiej, jak i katolickiej – teoria zadośćuczynienia za grzechy ludzi dokonanego przez Chrystusa na krzyżu, rozumianej w sposób czysto jurydyczny. Rozumienie Misterium paschalnego zostało ograniczone do misterium zastępczej śmierci Chrystusa. Jak zauważył Raniero Cantalamessa OFMCap, teologia Paschy, a szczególnie zmartwychwstania, ugięła się przed teologią krzyża /theologia crucis/. W okresie patrystycznym, zwłaszcza w kościołach o tradycji świętowania Paschy w rocznicę śmierci Chrystusa (14 nissan), zwanych stąd kwartodecymanami, misterium krzyża, śmierć Chrystusa były w centrum celebracji. Były one jednak rozumiane na sposób kerygmatyczny: Chrystus swą śmiercią pokonał śmierć. Jeden z kaznodziejów IV w., Chromacjusz z Akwilei, znajdujący się pod wpływem tej tradycji głosił:

Śmierć, która była przyzwyczajona zwyciężać, została pokonana przez śmierć zwycięzcy. Życie zeszło do śmierci, aby ją rozbić w pył. Jak rozpływają się ciemności, kiedy pojawia się światło, tak śmierć została unicestwiona w chwili nadejścia życia (Sermo XVII, 2).

We fragmencie tym ważne miejsce zajmuje tajemnica Wcielenia Syna Bożego: „Życie zeszło do śmierci”, „śmierć została unicestwiona w chwili nadejścia życia”. Równowagę między kontemplacją śmierci i zmartwychwstania uzyskano właśnie dzięki zachowaniu więzi między Wcieleniem a misterium paschalnym. Rozumienie roli dwóch natur Chrystusa w tajemnicy śmierci i zmartwychwstania, pozwoliło głosić złamanie ościenia śmierci przez naturę boską Zbawiciela i wyzwolenie natury ludzkiej spod jej panowania. Wraz z tendencjami jurydycznymi w teologii, uwaga teologów zwróciła się ku teorii zadośćuczynienia sprawiedliwości Bożej za grzechy ludzkie przez ofiarę Chrystusa złożoną na krzyżu.

## Przywrócenie centralnego miejsca misterium paschalnemu w XX w.
W teologii katolickiej pojęcie misterium paschalnego powróciło na nowo w okresie poprzedzającym Sobór watykański II (1962-1965 r.) pod wpływem teologów Ruchu liturgicznego, szczególnie dom Odona Casela. Interesują się nim szczególnie takie dziedziny teologii jak: teologii liturgii, sakramentologia i eklezjologia.

### Sobór watykański II
Louis Bouyer, jeden z ekspertów soboru, przypomniał, że termin misterium paschalne był używany w trakcie obrad Soboru watykańskiego II (1963–65) jako bogate w treści określenie chrześcijańskiego odkupienia głoszonego i uobecnianego w liturgii. Ojcowie soborowi wsparli swym autorytetem owoc pracy uczonych ruchu liturgicznego, szczególnie dom Odona Casela i całej szkoły opactwa Maria Laach. Pojęcie misterium zbawienia przetarło swoją drogę do dokumentów Soboru nie bez sprzeciwów i niezrozumienia. Niektórzy zebrani biskupi wyrażali opinię, że jest ono niejasną i chimeryczną ideą, jego ortodoksja jest wątpliwa i że jest ignorowane przez poważną teologię. Ostatecznie Sobór zadecydował o potwierdzeniu ważności tego terminu. Znalazło to swe odbicie w Konstytucji o liturgii Sacrosanctum Concilium. Na początku pierwszego rozdziału, w którym dokument mówi o odnowie i rozwoju liturgii, misterium paschalne jest ukazane jako droga, którą Jezus Chrystus odkupił ludzkość:

Tego zaś dzieła odkupienia ludzi i uwielbienia Boga, które zapowiadały kierowane przez Boga wielkie wydarzenia w życiu ludu Starego Testamentu, dokonał Chrystus Pan, szczególnie przez paschalne misterium swojej błogosławionej męki, zmartwychwstania i chwalebnego wniebowstąpienia; „przez swoją śmierć zniweczył śmierć naszą i zmartwychwstając, przywrócił nam życie”. Albowiem z boku Chrystusa umierającego na krzyżu zrodził się przedziwny sakrament całego Kościoła.
(Konstytucja Sacrosanctum Concilium 5; cf. n. 10, 47, 61)

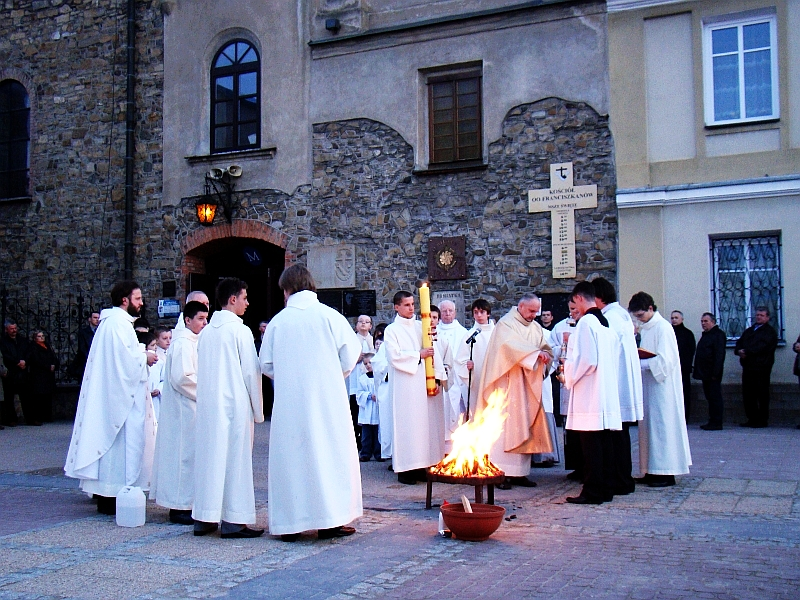
Zapalenie paschału, symbolu Chrystusa zmartwychwstałego, Światłości świata „rozpraszającej ciemności grzechu i śmierci”, ważny liturgiczny znak wprowadzający w celebrację misterium paschalnego. Franciszkanie, Sanok.

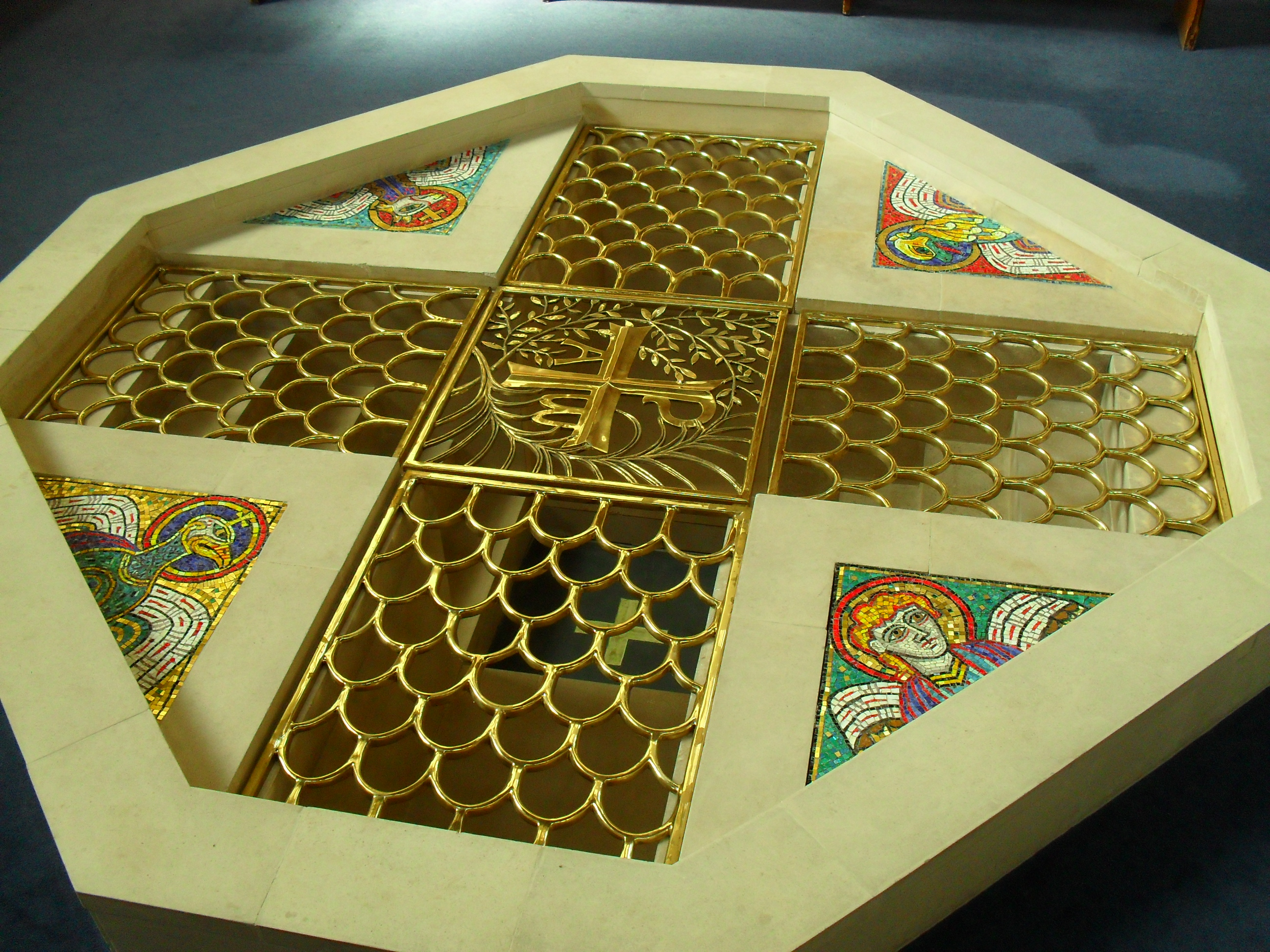
Chrzest jest w mistagogii chrześcijańskiej rozumiany jako celebracja misterium paschalnego – zanurzenie w śmierć razem z Chrystusem ukrzyżowanym, by umrzeć dla grzechu i duchowe zmartwychwstanie do życia z Chrystusem zmartwychwstałym (por. Rz 6,4n). Współczesna sadzawka chrzcielna w stylu starochrześcijańskim, wykorzystywana do chrztu dzieci i dorosłych przez zanurzenie. Katolicka parafia Aniołów Stróżów w Londynie.

Posoborowe ogólne wprowadzenie do obrzędów chrztu mówi o tym, że „we chrzcie obchodzi się i odprawia misterium paschalne w tym znaczeniu, że przezeń ludzie przechodzą ze śmierci grzechu do życia”. Dlatego tekst zaleca, by chrzcić dzieci „zwłaszcza w wigilię paschalną lub w niedzielę”. Paschalny charakter chrztu podkreśla też wprowadzenie teologiczno-pastoralne, zalecając by sprawowano go „w Wigilię Paschalną lub w niedzielę, w każdą bowiem niedzielę wspomina się Zmartwychwstanie Pana”.
Gerald O'Collins SJ zwrócił uwagę, że według Konstytucji Soboru o Objawieniu Bożym Dei Verbum (DV) mysterium paschalne jest szczytem Bożego Objawienia i Historii zbawienia. Konstytucja stwierdziła, że Objawienie, które dokonało się w życiu i działalności Jezusa, wyraziło się najpełniej właśnie w misterium paschalnym. Chrystus „zwłaszcza zaś przez śmierć swoją i pełne chwały zmartwychwstanie, a wreszcie przez zesłanie Ducha prawdy, objawienie doprowadził do końca i do doskonałości” (DV 4). Ze względu na to, że Objawienie i Historia zbawienia są ze sobą ściśle zespolone (por. DV 2) – argumentował O'Collins – „tajemnica paschalna stanowi jednocześnie punkt kulminacyjny zbawczej i objawieniowej komunikacji Boga w Chrystusie”.

### Jan Paweł II
Myśl Konstytucji „Dei Verbum” o misterium paschalnym podjął i rozwinął Jan Paweł II w rozdziale piątym swej wczesnej encykliki o Bożym Miłosierdziu (30.11.1980 r.) (DM). Jan Paweł II napisał, że prawdę o miłosierdziu, objawioną w swej głębi w historii zbawienia, odnaleźć można w końcowym wydarzeniu mesjańskiej misji Jezusa, określonym w języku Soboru watykańskiego II jako Mysterium paschale.

Misterium paschalne stanowi szczytowy punkt tego właśnie objawienia i urzeczywistnienia miłosierdzia, które jest zdolne usprawiedliwić człowieka, przywrócić sprawiedliwość w znaczeniu owego zbawczego ładu, jaki Bóg od początku zamierzył w człowieku, a przez człowieka w świecie (DM 7). Tajemnica paschalna — to Chrystus u szczytu objawienia niezgłębionej tajemnicy Boga. Właśnie wtedy wypełniają się do końca owe wypowiedziane w Wieczerniku słowa: „Kto Mnie zobaczył, zobaczył także i Ojca” /J 14, 9/ (DM 8).

Papież napisał również, że w misterium paschalnym objawiła się miłość, która przeciwstawiła się temu, co jest korzeniem zła w historii człowieka czyli grzechowi i śmierci – i miłość ta okazała się silniejsza. Objawienie dokonało się w krzyżu Chrystusa, w nim miłosierdzie ukazało się najpełniej, w najwyższym stopniu (DM 8). W krzyżu spotkały się miłosierdzie i transcendentna sprawiedliwość Boża, „miłosierdzie Boże dało «pocałunek» sprawiedliwości”. Tego misterium krzyża doświadczyła, jak nikt inny z ludzi Maria, „Matka Ukrzyżowanego”. Stała się odtąd „Matką Bożego miłosierdzia”, jej macierzyństwo według Soboru watykańskiego II, jest „w porządku łaski” i towarzyszy „braciom jej Syna” w ich ziemskiej drodze do ich błogosławionego domu (DM 9, por. Lumen gentium 62).
Przykładem tego, jak ważne było dla Jana Pawła II misterium paschalne w życiu Kościoła, są słowa do duchowieństwa Kościoła katolickiego w Sudanie, które wypowiedział w czasie swojej jednodniowej wizyty w Chartumie 10 marca 1993 r. Po słowach o bolesnych wydarzeniach związanych z wojną domową i o misterium męki, śmierci i zmartwychwstania celebrowanych w Eucharystii, papież dodał:

Bracia i siostry, jeśli jest jedno przesłanie, które Papież chce wam pozostawić, to jest ono następujące: uczyńcie Misterium paschalne centrum waszego życia! Gromadźcie Lud Boży, aby celebrować misterium wiary. Karmcie siebie i wasze wspólnoty słowem życia i sakramentami naszego zbawienia.

W encyklice Fides et ratio 66 (14 września 1998) papież wskazał, że refleksja nad misterium paschalnym Chrystusa, będącym ukoronowaniem historii zbawienia, jest racją bytu teologii. Wypełniając zadanie określone jako intellectus fidei (zrozumienie wiary), teologia stara się spełnić specyficzne wymogi rozumu przez refleksję spekulatywną nad tym, co wiara rozpoznaje jako interwencje Boga w historii, których „ukoronowaniem jest osoba Jezusa Chrystusa i Jego tajemnica paschalna ”. Dokonuje się to dwustopniowo:
1. przez ukazywanie struktury logicznej i pojęciowej twierdzeń, z których składa się nauczanie Kościoła na temat historii zbawienia
2. ukazywanie w nich zbawczej treści, której adresatem są zarówno poszczególni ludzie, jak i cała ludzkość.

### Katechizm
Katechizm Kościoła Katolickiego przyznaje Misterium paschalnemu centralne miejsce w przesłaniu, które Kościół niesie światu:

Misterium Paschalne Krzyża i Zmartwychwstania Chrystusa znajduje się w centrum Dobrej Nowiny, którą Apostołowie, a za nimi Kościół, powinni głosić światu (KKK 571)

Katechizm ukazuje Misterium paschalne jako dające dynamikę całemu czasowi Kościoła. Jak zauważył Stanisław Czerwik według Katechizmu szczególnie czas liturgiczny jest celebracją tego Misterium: „w codziennej Eucharystii (Sakramentu sakramentów, Wielkiego Sakramentu – por. n. 1169), w Dniu Pańskim (zwłaszcza w niedzielnej Eucharystii), wreszcie podczas Paschalnego Triduum, które promieniuje na cały rok liturgiczny”. Katechizm mówi, że działanie Chrystusa w czasie Kościoła dokonuje się przez sakramenty, które dają przystęp do Misterium paschalnego. Istota tego działania Chrystusa polega na „udzielaniu (czy «rozdzielaniu») owoców Misterium Paschalnego Chrystusa w celebracji liturgii «sakramentalnej» Kościoła” (KKK 1076).

### Papież Franciszek
Również Papież Franciszek, w adhortacji Evangelii gaudium (24 listopada 2013 r.), podjął myśl swych poprzedników o centralnym znaczeniu tajemnicy paschalnej. Według Papieża główną treścią nauczania Kościoła i jego katechezy jest kerygmat, mówiący o Jezusie Chrystusie, który w misterium swej męki, śmierci i zmartwychwstania objawia miłosierdzie Boże:

Odkryliśmy, że także w katechezie rolę fundamentalną odgrywa pierwsze przepowiadanie lub «kerygma», która powinna zajmować centralne miejsce w działalności ewangelizacyjnej i w każdej próbie odnowy Kościoła. Kerygma jest trynitarna. Jest ogniem Ducha udzielającego się pod postacią języków i sprawiającego, że wierzymy w Jezusa Chrystusa, który przez swą śmierć i zmartwychwstanie objawia nam i komunikuje nieskończone miłosierdzie Ojca. W ustach katechety nieustannie rozbrzmiewa pierwsze orędzie: «Jezus Chrystus cię kocha, dał swoje życie, aby cię zbawić, a teraz jest żywy u twego boku codziennie, aby cię oświecić, umocnić i wyzwolić». Gdy mówimy, że to orędzie jest «pierwsze», nie oznacza to, że jest na początku, a potem się o nim zapomina albo zastępuje się je innymi treściami, które je przewyższają. Jest pierwszym w sensie jakościowym, ponieważ jest głównym orędziem, tym, do którego trzeba stale powracać i słuchać na różne sposoby i które trzeba stale głosić podczas katechezy w tej czy innej formie, na wszystkich jej etapach (EG 164).

## Liturgia
Kościoły katolickie, prawosławne, anglikańskie i niektóre ewangelickie świętują tę tajemnicę przede wszystkim w czasie Triduum paschalnego na Wielkanoc. Jest ono także wspominane i świętowane podczas każdej Eucharystii, a szczególnie, według listu Jana Pawła II „Dies Domini”, w niedzielę, która jest „Paschą tygodnia”.